# 480 kilomètres du Nürburgring 1989
Navigation
Édition précédente Édition suivante
Les 480 km du Nürburgring 1989 (officiellement appelé le International ADAC Trophäe), disputées le 20 août 1989 sur le Nürburgring, sont la trente-quatrième édition de cette épreuve, la première sur un format de 480 kilomètres et la cinquième manche du Championnat du monde des voitures de sport 1989.

## La course

### Classement de la course
Voici le classement officiel au terme de la course,.
- Les premiers de chaque catégorie du championnat du monde sont signalés par un fond jaune.
- Pour la colonne Pneus, il faut passer le curseur au-dessus du modèle pour connaître le manufacturier de pneumatiques.
- Les voitures ne réussissant pas à parcourir 75% de la distance du gagnant sont non classées (NC).

| Pos  | Classe | no  | Écurie                           | Pilotes                                  | Châssis                            | Pneus | Tours | Temps                 |
| Pos  | Classe | no  | Écurie                           | Pilotes                                  | Moteur                             | Pneus | Tours | Temps                 |
| ---- | ------ | --- | -------------------------------- | ---------------------------------------- | ---------------------------------- | ----- | ----- | --------------------- |
| 1    | C1     | 61  | Team Sauber Mercedes             | Jean-Louis Schlesser Jochen Mass         | Sauber C9                          | M     | 106   | 2 h 47 min 14 s 599   |
| 1    | C1     | 61  | Team Sauber Mercedes             | Jean-Louis Schlesser Jochen Mass         | Mercedes-Benz M119 5.0L V8 Turbo   | M     | 106   | 2 h 47 min 14 s 599   |
| 2    | C1     | 62  | Team Sauber Mercedes             | Kenny Acheson Mauro Baldi                | Sauber C9                          | M     | 106   | + 2 s 078             |
| 2    | C1     | 62  | Team Sauber Mercedes             | Kenny Acheson Mauro Baldi                | Mercedes-Benz M119 5.0L V8 Turbo   | M     | 106   | + 2 s 078             |
| 3    | C1     | 10  | Porsche Kremer Racing            | George Fouché Giovanni Lavaggi           | Porsche 962CK6                     | Y     | 104   | + 2 tours             |
| 3    | C1     | 10  | Porsche Kremer Racing            | George Fouché Giovanni Lavaggi           | Porsche Type-935 3.0L Flat-6 Turbo | Y     | 104   | + 2 tours             |
| 4    | C1     | 6   | Repsol Brun Motorsport           | Walter Brun Jesús Pareja                 | Porsche 962C                       | Y     | 104   | + 2 tours             |
| 4    | C1     | 6   | Repsol Brun Motorsport           | Walter Brun Jesús Pareja                 | Porsche Type-935 3.0L Flat-6 Turbo | Y     | 104   | + 2 tours             |
| 5    | C1     | 2   | Silk Cut Jaguar                  | John Nielsen Andy Wallace                | Jaguar XJR-11                      | D     | 104   | + 2 tours             |
| 5    | C1     | 2   | Silk Cut Jaguar                  | John Nielsen Andy Wallace                | Jaguar JV6 3.5L V6 Turbo           | D     | 104   | + 2 tours             |
| 6    | C1     | 16  | Repsol Brun Motorsport           | Oscar Larrauri Franz Konrad              | Porsche 962C                       | Y     | 104   | + 2 tours             |
| 6    | C1     | 16  | Repsol Brun Motorsport           | Oscar Larrauri Franz Konrad              | Porsche Type-935 3.0L Flat-6 Turbo | Y     | 104   | + 2 tours             |
| 7    | C1     | 37  | Toyota Team Tom's                | Geoff Lees Johnny Dumfries               | Toyota 89C-V                       | B     | 104   | + 2 tours             |
| 7    | C1     | 37  | Toyota Team Tom's                | Geoff Lees Johnny Dumfries               | Toyota R32V 3.2L V8 Turbo          | B     | 104   | + 2 tours             |
| 8    | C1     | 18  | Aston Martin Ecurie Ecosse       | Brian Redman David Leslie                | Aston Martin AMR1                  | G     | 103   | + 3 tours             |
| 8    | C1     | 18  | Aston Martin Ecurie Ecosse       | Brian Redman David Leslie                | Aston Martin RDP87 6.0L V8 Atmo    | G     | 103   | + 3 tours             |
| 9    | C1     | 13  | Courage Compétition              | Pascal Fabre Hervé Regout                | Cougar C22S                        | G     | 103   | + 3 tours             |
| 9    | C1     | 13  | Courage Compétition              | Pascal Fabre Hervé Regout                | Porsche Type-935 3.0L Flat-6 Turbo | G     | 103   | + 3 tours             |
| 10   | C1     | 1   | Silk Cut Jaguar                  | Jan Lammers Patrick Tambay               | Jaguar XJR-11                      | D     | 103   | + 3 tours             |
| 10   | C1     | 1   | Silk Cut Jaguar                  | Jan Lammers Patrick Tambay               | Jaguar JV6 3.5L V6 Turbo           | D     | 103   | + 3 tours             |
| 11   | C1     | 15  | Richard Lloyd Racing             | Steven Andskär Bertrand Gachot           | Porsche 962C GTi                   | G     | 102   | + 4 tours             |
| 11   | C1     | 15  | Richard Lloyd Racing             | Steven Andskär Bertrand Gachot           | Porsche Type-935 3.0L Flat-6 Turbo | G     | 102   | + 4 tours             |
| 12   | C1     | 5   | Repsol Brun Motorsport           | Harald Huysman Uwe Schäfer               | Porsche 962C                       | Y     | 102   | + 4 tours             |
| 12   | C1     | 5   | Repsol Brun Motorsport           | Harald Huysman Uwe Schäfer               | Porsche Type-935 3.0L Flat-6 Turbo | Y     | 102   | + 4 tours             |
| 13   | GTP    | 201 | Mazdaspeed                       | Pierre Dieudonné David Kennedy           | Mazda 767B                         | D     | 101   | + 5 tours             |
| 13   | GTP    | 201 | Mazdaspeed                       | Pierre Dieudonné David Kennedy           | Mazda 13J 2.6L 4-Rotor             | D     | 101   | + 5 tours             |
| 14   | C1     | 34  | Porsche Alméras Montpellier      | Jacques Alméras Jean-Marie Alméras       | Porsche 962C                       | G     | 101   | + 5 tours             |
| 14   | C1     | 34  | Porsche Alméras Montpellier      | Jacques Alméras Jean-Marie Alméras       | Porsche Type-935 3.0L Flat-6 Turbo | G     | 101   | + 5 tours             |
| 15   | C1     | 14  | Richard Lloyd Racing             | Tiff Needell Derek Bell                  | Porsche 962C GTi                   | G     | 100   | + 6 tours             |
| 15   | C1     | 14  | Richard Lloyd Racing             | Tiff Needell Derek Bell                  | Porsche Type-935 3.0L Flat-6 Turbo | G     | 100   | + 6 tours             |
| 16   | C1     | 72  | Obermaier Primagaz               | Jürgen Lässig Pierre Yver                | Porsche 962C                       | G     | 100   | + 6 tours             |
| 16   | C1     | 72  | Obermaier Primagaz               | Jürgen Lässig Pierre Yver                | Porsche Type-935 3.0L Flat-6 Turbo | G     | 100   | + 6 tours             |
| 17   | C2     | 171 | Team Mako                        | James Shead (en) Robbie Stirling (en)    | Spice SE88C                        | G     | 99    | + 7 tours             |
| 17   | C2     | 171 | Team Mako                        | James Shead (en) Robbie Stirling (en)    | Ford Cosworth DFL 3.5L V8 Atmo     | G     | 99    | + 7 tours             |
| 18   | C2     | 111 | PC Automotive                    | Richard Piper Olindo Iacobelli           | Spice SE88C                        | G     | 99    | + 7 tours             |
| 18   | C2     | 111 | PC Automotive                    | Richard Piper Olindo Iacobelli           | Ford Cosworth DFL 3.5L V8 Atmo     | G     | 99    | + 7 tours             |
| 19   | C2     | 103 | France Prototeam                 | Claude Ballot-Léna Bernard Thuner        | Spice SE88C                        | G     | 98    | + 8 tours             |
| 19   | C2     | 103 | France Prototeam                 | Claude Ballot-Léna Bernard Thuner        | Ford Cosworth DFL 3.5L V8 Atmo     | G     | 98    | + 8 tours             |
| 20   | C1     | 8   | Joest Racing                     | Henri Pescarolo Jean-Louis Ricci         | Porsche 962C                       | G     | 94    | + 12 tours            |
| 20   | C1     | 8   | Joest Racing                     | Henri Pescarolo Jean-Louis Ricci         | Porsche Type-935 3.0L Flat-6 Turbo | G     | 94    | + 12 tours            |
| 21   | C2     | 102 | Chamberlain Engineering          | Luigi Taverna John Williams              | Spice SE86C                        | G     | 83    | + 23 tours            |
| 21   | C2     | 102 | Chamberlain Engineering          | Luigi Taverna John Williams              | Hart 418T 1.8L I4 Turbo            | G     | 83    | + 23 tours            |
| Nc.  | C1     | 29  | Mussato Action Car               | Bruno Giacomelli Massimo Monti (en)      | Lancia LC2                         | D     | 55    | + 51 tours            |
| Nc.  | C1     | 29  | Mussato Action Car               | Bruno Giacomelli Massimo Monti (en)      | Ferrari 308C 3.0L V8 Turbo         | D     | 55    | + 51 tours            |
| Abd. | C1     | 7   | Joest Racing                     | Frank Jelinski Bob Wollek                | Porsche 962C                       | G     | 105   | Panne sèche           |
| Abd. | C1     | 7   | Joest Racing                     | Frank Jelinski Bob Wollek                | Porsche Type-935 3.0L Flat-6 Turbo | G     | 105   | Panne sèche           |
| Abd. | C1     | 23  | Nissan Motorsports International | Andrew Gilbert-Scott Julian Bailey       | Nissan R89C                        | D     | 103   | Panne sèche           |
| Abd. | C1     | 23  | Nissan Motorsports International | Andrew Gilbert-Scott Julian Bailey       | Nissan VRH35Z 3.5L V8 Turbo        | D     | 103   | Panne sèche           |
| Abd. | C2     | 108 | Roy Baker Racing GP Motorsport   | Dudley Wood Philippe de Henning          | Spice SE87C                        | G     | 94    | Panne sèche           |
| Abd. | C2     | 108 | Roy Baker Racing GP Motorsport   | Dudley Wood Philippe de Henning          | Ford Cosworth DFL 3.5L V8 Atmo     | G     | 94    | Panne sèche           |
| Abd. | C1     | 21  | Spice Engineering                | Eliseo Salazar Tim Harvey (en)           | Spice SE89C                        | G     | 76    | Moteur                |
| Abd. | C1     | 21  | Spice Engineering                | Eliseo Salazar Tim Harvey (en)           | Ford Cosworth DFZ 3.5L V8 Atmo     | G     | 76    | Moteur                |
| Abd. | C1     | 17  | Dauer Racing (en)                | Jochen Dauer (de) Will Hoy               | Porsche 962C                       | G     | 74    | Moteur                |
| Abd. | C1     | 17  | Dauer Racing (en)                | Jochen Dauer (de) Will Hoy               | Porsche Type-935 3.0L Flat-6 Turbo | G     | 74    | Moteur                |
| Abd. | C1     | 40  | Swiss Team Salamin               | Antoine Salamin Max Cohen-Olivar         | Porsche 962C                       | G     | 67    | Moteur                |
| Abd. | C1     | 40  | Swiss Team Salamin               | Antoine Salamin Max Cohen-Olivar         | Porsche Type-935 3.0L Flat-6 Turbo | G     | 67    | Moteur                |
| Abd. | C2     | 101 | Chamberlain Engineering          | Fermín Velez Nick Adams                  | Spice SE89C                        | G     | 55    | Problèmes électriques |
| Abd. | C2     | 101 | Chamberlain Engineering          | Fermín Velez Nick Adams                  | Ford Cosworth DFL 3.5L V8 Atmo     | G     | 55    | Problèmes électriques |
| Abd. | C2     | 107 | Tiga Racing Team                 | Stephen Hynes John Sheldon               | Tiga GC289                         | G     | 48    | Arbre de transmission |
| Abd. | C2     | 107 | Tiga Racing Team                 | Stephen Hynes John Sheldon               | Ford Cosworth DFL 3.5L V8 Atmo     | G     | 48    | Arbre de transmission |
| Abd. | C2     | 178 | Didier Bonnet                    | Jean-Claude Justice (de) Gérard Tremblay | Tiga GC289                         | G     | 35    | Boite de vitesses     |
| Abd. | C2     | 178 | Didier Bonnet                    | Jean-Claude Justice (de) Gérard Tremblay | Ford Cosworth DFL 3.5L V8 Atmo     | G     | 35    | Boite de vitesses     |
| Abd. | C1     | 20  | Team Davey                       | Tim Lee-Davey Hans-Jürgen Dahmen         | Porsche 962C                       | D     | 29    | Moteur                |
| Abd. | C1     | 20  | Team Davey                       | Tim Lee-Davey Hans-Jürgen Dahmen         | Porsche Type-935 3.0L Flat-6 Turbo | D     | 29    | Moteur                |
| Abd. | C2     | 106 | Porto Kaleo Team                 | Ranieri Randaccio Pasquale Barberio      | Tiga GC288/9                       | G     | 28    | Accident              |
| Abd. | C2     | 106 | Porto Kaleo Team                 | Ranieri Randaccio Pasquale Barberio      | Ford Cosworth DFL 3.5L V8 Atmo     | G     | 28    | Accident              |
| Abd. | C1     | 22  | Spice Engineering                | Wayne Taylor Thorkild Thyrring           | Spice SE89C                        | G     | 24    | Bougie                |
| Abd. | C1     | 22  | Spice Engineering                | Wayne Taylor Thorkild Thyrring           | Ford Cosworth DFZ 3.5L V8 Atmo     | G     | 24    | Bougie                |
| Abd. | C2     | 151 | Pierre-Alain Lombardi            | Pierre-Alain Lombardi Bruno Sotty        | Spice SE86C                        | G     | 24    | Moteur                |
| Abd. | C2     | 151 | Pierre-Alain Lombardi            | Pierre-Alain Lombardi Bruno Sotty        | Ford Cosworth DFL 3.5L V8 Atmo     | G     | 24    | Moteur                |
| Abd. | C2     | 177 | Automobiles Louis Descartes      | Louis Descartes Alain Serpaggi           | ALD C289                           | G     | 1     | Moteur                |
| Abd. | C2     | 177 | Automobiles Louis Descartes      | Louis Descartes Alain Serpaggi           | Ford Cosworth DFL 3.5L V8 Atmo     | G     | 1     | Moteur                |

## Pole position et record du tour
- Pole position :  Jean-Louis Schlesser (#61 Team Sauber Mercedes) en 1 min 29 s 281
- Meilleur tour en course :  Mauro Baldi (#62 Team Sauber Mercedes) en 1 min 23 s 125

## À noter
- Longueur du circuit : 4,542 km
- Distance parcourue par les vainqueurs : 481,452 km